# Дунсин (Фанчэнган)
Дунси́н (кит. упр. 东兴, пиньинь Dōngxīng) — городской уезд городского округа Фанчэнган Гуанси-Чжуанского автономного района (КНР).

## История
В эпоху Южных и Северных династий, когда эти земли находились в составе государства Лян, была создана Аньчжоуская область (安州). После объединения китайских земель в империю Суй Аньчжоуская область была в 598 году переименована в Циньчжоускую область (钦州). После монгольского завоевания и образования империи Юань Циньчжоуская область была преобразована в Циньчжоуский регион (钦州路). После свержения власти монголов и образования империи Мин «регионы» были переименованы в «управы» — так в 1369 году появилась Циньчжоуская управа (钦州府) провинции Гуандун. Однако уже в 1374 году Циньчжоуская управа была понижена в статусе и вновь стала Циньчжоуской областью, которая с 1381 года была подчинена Ляньчжоуской управе (廉州府). Во времена империи Цин область была в 1888 году повышена в статусе до «непосредственно управляемой» (то есть, стала подчиняться напрямую властям провинции, минуя промежуточный уровень в виде управы), и при этом из неё был выделен уезд Фанчэн (防城县).
После вхождения этих мест в состав КНР в конце 1949 года они вошли в состав Специального района Наньлу (南路专区) провинции Гуандун. В 1950 году уезд Фанчэн перешёл в состав нового Специального района Циньлянь (钦廉专区); тогда же из уезда Фанчэн был выделен городской уезд Дунсин. В 1951 году Специальный район Циньлянь был переименован в Специальный район Циньчжоу (钦州专区) и с 1952 года официально перешёл в состав провинции Гуанси, при этом городской уезд Дунсин был вновь присоединён к уезду Фанчэн.
В 1955 году Специальный район Циньчжоу вернулся в состав провинции Гуандун, где был переименован в Специальный район Хэпу (合浦专区). В 1957 году западная часть уезда Фанчэн была выделена в отдельный Шиваньшань-Чжуан-Яоский автономный уезд (十万山僮族瑶族自治县). В мае 1958 года Шиваньшань-Чжуан-Яоский автономный уезд был переименован в Дунсинский многонациональный автономный уезд (东兴各族自治县). В декабре 1958 года уезд Фанчэн был присоединён к Дунсинскому многонациональному автономному уезду; власти автономного уезда разместились в посёлке Дунсин.
В 1959 году Специальный район Хэпу был присоединён к Специальному району Чжаньцзян (湛江专区).
В 1965 году в составе Гуанси-Чжуанского автономного района был вновь создан Специальный район Циньчжоу, в состав которого были переданы, в частности, уезд Шансы из состава Специального района Наньнин (南宁专区), и Дунсинский многонациональный автономный уезд из состава Специального района Чжаньцзян провинции Гуандун. В 1971 году Специальный район Циньчжоу был переименован в Округ Циньчжоу (钦州地区).
Постановлением Госсовета КНР от 25 декабря 1978 года власти автономного уезда были переведены из посёлка Дунсин в посёлок Фанчэн, и Дунсинский многонациональный автономный уезд был переименован в Фанчэнский многонациональный автономный уезд (防城各族自治县).
В марте 1985 года был создан Фанчэнский портовый район (防城港区), подчинённый напрямую властям Гуанси-Чжуанского автономного района.
Постановлением Госсовета КНР от 23 мая 1993 года были расформированы Фанчэнский многонациональный автономный уезд и Фанчэнский портовый район, и создан городской округ Фанчэнган; на землях бывших  Фанчэнского многонационального автономного уезда и Фанчэнского портового района были созданы районы Фанчэн и Ганкоу. 
17 июля 1993 года в составе района Фанчэн была образована Дунсинская зона экономического развития (东兴经济开发区).
Постановлением Госсовета КНР от 29 апреля 1996 года из района Фанчэн был выделен городской уезд Дунсин.

## Административное деление
Городской уезд делится на 3 посёлка.